# Pasaccardoa
Pasaccardoa je rod glavočika smješten u tribus Dicomeae, potporodica Dicomoideae. Postoje 4  vrste iz tropske i Južne Afrike.

## Vrste
1. Pasaccardoa baumii O.Hoffm.
2. Pasaccardoa grantii (Benth. ex Oliv.) Kuntze
3. Pasaccardoa jeffreyi Wild
4. Pasaccardoa procumbens (Lisowski) G.V.Pope